# Suk (tržnica)
Suk (arabsko سوق, hebrejsko שוק, latinizirano: shuq, armensko շուկա, latinizirano: shuka, špansko zoco, tudi črkovano shuk, shooq, soq, esouk, succ, suk, sooq, suq, soek) je tržnica ali trgovska četrt v zahodnoazijskih, severnoafriških in nekaterih afriških mestih (amharsko ሱቅ, latinizirano: sooq). Izraz "suk" ima številne alternativne različice v raznih delih sveta; na Balkanu se uporablja izraz bedesten; na Malti se termin suq in včasih monti uporablja za tržnico; v severnem Maroku se pogosto uporablja španski socco. Enakovreden perzijski izraz je bazar. Na splošno je suk sinonim za bazar ali tržnico, izraz suk pa se uporablja v arabsko govorečih državah.
Dokazi o obstoju suka so iz 6. stoletja pr. n. št.. Sprva so bili suki zunaj mestnega obzidja, a ko so mesta postala bolj naseljena, so bili suki preseljeni v središče mesta in so postali pokrite poti. Podrobna analiza evolucije sukov je pomanjkljiva zaradi pomanjkanja arheoloških dokazov.
V 18. in 19. stoletju je zanimanje Zahoda za orientalsko kulturo pripeljalo do objave številnih knjig o vsakdanjem življenju v državah Bližnjega vzhoda. Suki, bazarji in trgovski elementi so pomembni na slikah in gravurah, delih fikcije in opisov potovanj. Nakup na suku ali bazarju je standardni del vsakdanjega življenja na Bližnjem vzhodu. Danes suke po navadi najdemo v mestni medini (stara četrt) in so pogosto pomembna turistična zanimivost.

## Etimologija in uporaba
Arabska beseda je sposojena iz aramejščine šūqā ('ulica, trg'), ta pa iz akadske besede sūqu ('ulica', od sāqu, kar pomeni 'ozka'). Beseda suk je vstopila v evropske jezike verjetno prek francoskega jezika iz francoskih kolonij arabskih držav Maroko, Alžirija in Tunizija v 19. in 20. stoletju,. Tako se beseda "suk" najverjetneje nanaša na arabske / severnoafriške tradicionalne trge. Druge različice te besede, ki je vključevala črko "Q" (sooq, suk, so'oq ...), so se verjetno razvile z uporabo angleščine in se zato nanašajo na tradicionalne trge zahodne Azije / Arabije, saj je bil tam v 19. in 20. stoletju prisoten britanski kolonializem.
V moderni standardni arabščini se izraz al-sooq nanaša na trge v fizičnem smislu in v abstraktnem ekonomskem smislu (npr. arabski govorec bi govoril o sooqu v starem mestu kot tudi o sooqu za nafto in bi imenoval koncept prostega trga السوق الحر as-sūq al-ḥurr). V severnem Maroku se španski socco pogosto uporablja kot v Grand Socco in Petit Socco v Tangerju. V podcelini se namesto suk pogosto uporablja namesto chowk. Izraz se pogosto uporablja v splošnem za določitev trga v katerem koli mestu v zahodni Aziji, lahko pa se uporablja tudi v zahodnih mestih, zlasti tistih z muslimansko skupnostjo

## Zgodovina
Dokumentarni viri opozarjajo na stalne tržnice v bližnjevzhodnih mestih že od 550 pr. n. št..  Suk je bil prvotno tržnica na prostem. Zgodovinsko gledano so suki potekali izven mest na lokacijah, kjer so se prihajajoče karavane ustavile in so trgovci razstavljali svoje blago za prodajo. Suki so bili ustanovljeni v karavanserajih, krajih, kjer so prispele karavane in ostale na počitku in osvežitvi. Ker so ti bili redki, so se suki pogosto razširili v nakup in prodajo blaga  na velikih festivalih, kot so različne kulturne in družbene dejavnosti. Vsak suk lahko, poleg svoje trgovske funkcije, služi družbeni funkciji kot kraj, kjer se ljudje srečajo . Ti suki ali bazarji so oblikovali mreže, ki so med seboj povezovali velika mesta, v katerih je mogoče izmenjati blago, kulturo, ljudi in informacije .
Od približno 10. stoletja, ko so se večja mesta razširila, se je suk ali tržnica preselila v središče  mesta, kjer se je razširil po mestnih ulicah, običajno v dolžino . V tem času so stalni suki postali tudi pokrite tržnice .
Na plemenskih območjih, kjer je delovala sezonska souporaba, je bila navadno razglašena nevtralnost zaradi plemenskih konfliktov za obdobje delovanja suka, da bi omogočili neovirano izmenjavo presežnih dobrin. Nekateri sezonski trgi so potekali v določenih obdobjih leta in so postali povezani s posebnimi vrstami proizvodov, kot je Suq Hijr v Bahrajnu, ki je bil znan po datljih, medtem ko je bil Suq 'Adan znan po začimbah in parfumih. Kljub središčnosti bližnjevzhodnega trga je o njem relativno malo znanega zaradi pomanjkanja arheoloških dokazov .

## Tipi
- Sibil El-Bed Vieh (Souk-el-Selak), Kairo, Egipt
- Mesto Essaouira, Maroko
- Suk v Tunisu
- Suk El Mushir v Tripoliju
- Suk Khan El-Khalili (شارع خان الخليلي), Kairo, Egipt
- Sirec v tradicionalni noši ponuja pijačo v Homsu
- Tradicionalni tažin, posoda za kuhanje
- Suk v Marakešu
- Suk v Marakešu

### Sezonski
Začasni, sezonski suk poteka v določenem času, lahko letno, mesečno ali tedensko. Najstarejši suki so bili postavljeni letno in so bili običajno splošni festivali zunaj mest. Na primer, Suk Ukadh je potekal letno v predislamskih časih na območju med Meko in Ta'ifomom v svetem mesecu Dhu al-Qi'dah. Trg je bil bolj znan po svojih poetskih tekmovanjih, ki so jih ocenjevali pomembni pesniki, kot sta Al-Khansa in Al-Nabigha. Primer islamskega letnega suka je Al Mirbid tik pred Basro, ki poleg svojih dejavnosti pripovedovanja zgodb slovel po svojih tekmovanjih v poeziji . Začasni suki so postali znani po posebnih vrstah pridelkov. Na primer, Suq Hijr v Bahrajnu je bil znan po datljih, medtem ko je Suq 'Adan znan po začimbah in parfumih . Politične, gospodarske in socialne spremembe so pustile majhne sezonske suke zunaj vasi in majhnih mest, predvsem za prodajo živine in kmetijskih proizvodov.
Tedenski trgi še naprej delujejo po vsem arabskem svetu. Večina jih je imenovana po dnevu v tednu, na katerem deluje. Po navadi so na posebej določenih mestih. Primeri preživelih trgov so trg v sredo v Amanu, ki je specializiran za prodajo rabljenih izdelkov, trg Ghazl, ki vsak peti dan poteka v Bagdadu, specializiran za hišne ljubljenčke; Fina trg v Marakešu ponuja performativne predstave, kot so petje, glasba, akrobati in cirkuške dejavnosti.

### Stalni
Stalni suki se pojavljajo pogosteje, vendar so manj znani, saj se osredotočajo na trgovsko  dejavnost, ne pa na zabavo. Do umajadskega obdobja so bili stalni suki zgolj odprt prostor, kjer so trgovci dnevno prinesli prenosne stojnice in jih ponoči odstranili; nihče ni imel pravice do določenega prostora. Med tem obdobjem so vlade ukinile zakup in nato prodajale mesta trgovcem. Trgovci so potem izdelali trgovine na svojih prostorih, da bi svoje izdelke shranili ponoči. Nazadnje je območje suka lahko postalo pokrito. S svojimi dolgimi in ozkimi ulicami je suk Al-Madina največji pokriti zgodovinski trg na svetu s približno 13 kilometri . Je del starega mesta Alep, svetovne dediščine Unesca od leta 1986. 
- Souq al-Madina v Alepu, Sirija
- Vhod v suk v Jeruzalemu
- Tržnica začimb, Marakeš
- Suk Ouarzazate
- Pokriti suki v Bur Dubai
- Suk v Tripoliju
- Usnjeni izdelki v suku v Marakešu
- Suk v Rabatu, Maroko
- Assad suk, Sirija, 2001
- Stari pokriti suk, Alep, Sirija

## Organizacija
Gharipour je poudaril, da je kljub središčnosti bližnjevzhodnega trga, o njih relativno malo znanega, zaradi pomanjkanja arheoloških dokazov. Suki so tradicionalno razdeljeni na specializirane oddelke, ki se ukvarjajo s specifičnimi vrstami proizvodov, v primeru stalnih sukov, ki so običajno nameščeni v nekaj ozkih ulicah in so poimenovani po značilnem izdelku, kot so zlatarski suk, suk tkanin, začimb, usnja, suk za kopiranje (za knjige), itd. To spodbuja konkurenco med prodajalci in pomaga kupcem lažje primerjati cene.
Hkrati se celotna skupnost kolektivno imenuje suk. Nekateri pomembni primeri so Suk Al-Melh v Sani, Manama Suk v Bahrajnu, Bizouriyya Suk v Damasku, Saray Suk v Bagdadu, Khan Al Zeit v Jeruzalemu in Zanqat Al-Niswaan v Aleksandriji.
Čeprav bi vsaka soseska v mestu imela lokalni Suk, ki prodaja hrano in druge nujne primere, je bil glavni suk ena osrednjih struktur velikega mesta, ki prodaja trajno blago, luksuzne izdelke in storitve, kot je izmenjava denarja. Proizvodnja običajno leži stran od samega suka. Suk je bil nivo občinske uprave. Muhtasib – nadzornik - je bil odgovoren za nadzorovanje poslovnih praks in pobiranje davkov za določen suk, medtem ko so Arif nadzorniki za določeno trgovino.
Nakupovanje na suku ali tržnici je del vsakdanjega življenja na večjem delu Bližnjega vzhoda. Cene pogosto določajo pogajanja, znana tudi kot trgovanje med kupci in prodajalci. 

## V literaturi in umetnosti
V 18. in 19. stoletju, ko so Evropejci začeli osvajati dele Severne Afrike in Levanta, se je začelo zanimati bližnjevzhodno kulturo in arhitekturo. Ta interes je ustvaril žanr literarnih del in slik, ki je postal znan kot orientalizem . V zgodnjem sodobnem obdobju se je zgodilo širjenje orientalske fikcije in pisanja potopisov, mnoga od teh del so bila bogato ilustrirana z gravurami vsakodnevnih prizorov vzhodnega življenjskega sloga, vključno s prizori tržnic . Nekatera od teh del so bila propaganda, zasnovana za utemeljitev evropskega imperializma na vzhodu, vendar se je veliko umetnikov sklicevalo na njihove vsakodnevne izkušnje za navdih v svojih delih.  Na primer, Charles D'Oyly, ki je bil rojen v Indiji, je objavil Antiquities of Dacca z nizom 15 graviranih plošč Dacce (zdaj Daka v Bangladešu) s prizori trgov, trgovin, stavb in ulic . Zanimivi umetniki v orientalističnem žanru so: Jean-Léon Gérôme Delacroix (1824-1904), Alexandre-Gabriel Decamps (1803-1860), Frederic Leighton (1830-1896), Eugène Alexis Girardet 1853-1907 in William Holman Hunt (1827- 1910), ki so vsi našli navdih v orientalskih uličnih prizorih, trgovanju in trgovini.
- The Chouk, gravura Charlesa D'Oyly'sa Antiquities of Dacca , 1814
- Gossain Katra, Chowk, Patna,, Charles D'Oyley, 1823-1825
- Prodajalna preprog v Khan el Khaleel, 1878
- Shop of a Turkish Merchant in the Soo'ck called Kha'n El-Khalee'lee, 1836
- Street Market with the Mosque of Sultan Hassan, Egypt, litografija Louis Haghe po Davidu Robertsu, 1849
- Dans le Souk aux Cuivres, Nicola Forcella, pred 1868
- Market Day outside the Walls of Tangiers, Morocco, Louis Comfort Tiffany, 1873
- Souk at Konstantynopolu, Stanisław Chlebowski, 19. stoletje
- Souk at Tunis, lesorez, T. Taylor, 1886
- Inside the Souk, Cairo, Charles Wilda, 1892
- The Barber at the Souk, Enrique Simonet, 1897
- Au Souk, Eugène Alexis Girardet, pozno 19. stoletje
- Souk des étoffes, Tunis, Anton Robert Leinweber, pred 1921
- El Zoco, José Navarro Llorens, 1900
- Entrance to the Souk at Constantinople, Simon Agopian, 1905
- Souk Hamareh, Damascus, David Samuel Margoliouth, 1907